# Критерій планарності Вітні

Планарний граф і двоїстий йому. Будь-який цикл у блакитному графі є мінімальним розрізом червоного графа і навпаки, так що ці два графи алгебрично двоїсті і мають двоїсті графові матроїди.

Критерій планарності Вітні — це матроїдний опис планарних графів. Критерій носить ім'я Гасслера Вітні. Критерій стверджує, що граф {\displaystyle G} планарний тоді й лише тоді, коли його графовий матроїд є також кографовим (тобто є двоїстим матроїдом іншого графового матроїда).
У термінах чисто теорії графів цей критерій можна сформулювати так:
| повинен існувати інший (двоїстий) граф {\displaystyle G'=(V',E')} і бієктивна відповідність між ребрами {\displaystyle E'} і ребрами {\displaystyle E} початкового графа {\displaystyle G}, така, що підмножина {\displaystyle T} ребер {\displaystyle E} утворює кістякове дерево графа {\displaystyle G} тоді й лише тоді, коли ребра, відповідні доповненню множини {\displaystyle E-T} утворюють кістякове дерево графа {\displaystyle G'}. |

Існують і інші критерії планарності, наприклад, теорема Понтрягіна — Куратовського.

## Алгебрична двоїстість
Еквівалентна форма критерію Вітні:
| граф {\displaystyle G} планарний тоді й лише тоді, коли він має двоїстий граф, графовий матроїд якого двоїстий графовому матроїду графа {\displaystyle G}. |

Граф, графовий матроїд якого двоїстий графовому матроїду графа {\displaystyle G}, відомий як алгебрично двоїстий граф для графа {\displaystyle G}. Тоді критерій планарності Вітні можна перефразувати так:
| граф планарний тоді й лише тоді, коли він має алгебрично двоїстий граф. |

## Топологічна двоїстість
Якщо граф укладено в топологічну поверхню, таку як площина, так, що будь-яка грань при вкладенні є топологічним диском, то двоїстий граф вкладення визначається як граф (у деяких випадках — мультиграф) {\displaystyle H}, який має вершину для кожної грані вкладення і ребро для кожної пари суміжних граней. Згідно з критерієм Вітні такі умови еквівалентні:
- поверхня, на якій існує вкладення, топологічно еквівалентна площині, сфері або проколотій площині;
- граф {\displaystyle H} алгебрично двоїстий {\displaystyle G};
- будь-який простий цикл у {\displaystyle G} відповідає мінімальному перерізу в графі {\displaystyle H}, і навпаки;
- будь-який простий цикл у {\displaystyle H} відповідає мінімальному перерізу в графі {\displaystyle G}, і навпаки;
- будь-яке кістякове дерево в {\displaystyle G} відповідає доповненню кістякового дерева в графі {\displaystyle H}, і навпаки[2].

Можна визначити двоїсті графи графа, вкладеного в неплоскі поверхні, такі як тор, але такі двоїсті графи, в загальному випадку, не мають відповідності з розрізами, циклами і кістяковими деревами, яку вимагає критерій Вітні.